# Неверов, Януарий Михайлович
Януа́рий Миха́йлович Неве́ров (18 [30] августа 1810, Верякуши, Ардатовский уезд, Нижегородская губерния — 24 мая [5 июня] 1893, Санкт-Петербург) — русский педагог и писатель, мемуарист.

## Биография
Родился в селе Верякуши Ардатовского уезда Нижегородской губернии. Отец, сын протоиерея, занимался частной адвокатурой, мать была внебрачной дочерью помещика. Родители постоянно ссорились и в результате травмы, полученной матерью во время беременности при одной из домашних ссор, Януарий родился слепым на один глаз. Был определён в Арзамасское уездное училище. По преданию, «каникулы Януарий часто проводил в деревне Дивеево Нижегородской губернии, где встречался со схимником Серафимом Саровским, укрепившим в нём глубокое религиозное чувство».
После училища 26 августа 1825 года он начал службу канцелярским чиновником в Нижегородском городском магистрате. Служба продолжалась менее года, 25 мая 1826 года он был уволен губернатором. Вскоре умер отец и мать, уступив просьбам сына, отпустила его в Москву для продолжения учёбы. «Чтобы собрать Януария в дорогу, она продала единственную оставшуюся у неё драгоценность — венчальный жемчуг. Память о материнском самопожертвовании неоднократно удерживала сына от бурных столичных развлечений».
В 1827 году он приехал в Москву, подготовился к экзамену, и на следующий год поступил на словесное отделение Московского университета, которое с отличием закончил со степенью кандидата филологических наук. В 1831 году возник организованный Станкевичем литературно-философский кружок, активным участником которого стал Неверов.
Переехав в Санкт-Петербург, с 19 августа 1833 года он стал чиновником «Журнала министерства народного просвещения»; публиковал в нём рецензии и историко-литературные статьи.
В 1837 году он выехал в Германию, где посещал лекции в Берлинском университете; состоял корреспондентом Археографической комиссии за границей.
По возвращении в Россию, 5 июля 1839 года Я. М. Неверов был назначен на должность инспектора Рижской гимназии.
С 21 января 1846 года он — директор народных училищ Черниговской губернии. Ему удалось значительно поднять уровень преподавания в Черниговской гимназии, но в связи с рекомендацией врачей он был вынужден перебраться ближе к Кавказским минеральным водам и в 1850 году был назначен директором народных училищ Ставропольской губернии и директором Ставропольской классической мужской гимназии (до 1860). При Неверове в гимназии учились А. С. Трачевский, Г. А. Лопатин, Г. И. Кананов, А. К. Кешев, Н. Я. Динник
23 (11) марта 1860 года попечителем Кавказского учебного округа А. Николаевым было направлено письмо директору училищ Ставропольской губернии о награждении попечителя Кавказского учебного округа Я. М. Неверова орденским знаком Святого Владимира III степени.
С назначенным в 1859 году ставропольским губернатором Брянчаниновым у Неверова не сложились отношения и он уехал в Москву, где в 1861—1862 годах занимал должность директора Лазаревского института.
С 1864 по 1879 год Я. М. Неверов управлял Кавказским учебным округом; с 17 октября 1878 года состоял членом Совета министра народного просвещения.
С 4 февраля 1863 года — действительный статский советник. Был награждён орденами Белого орла (1878), Св. Владимира 2-й и 3-й ст. (1860),Св. Анны 1-й ст. (1868; императорская корона к ордену — 1870), Св. Станислава 1-й ст.(1866). С 30 августа 1872 года — в чине тайного советника.
Неверов был личным другом Станкевича и Грановского, с которыми познакомился во время своей заграничной командировки в 1836—1839 гг.; находился в близких сношениях и переписке со многими писателями и учёными (И. С. Тургеневым, В. В. Григорьевым, бароном Н. А. Корфом и др.) и оставил «Воспоминания», отрывки из которых печатались в «Русской Старине» («И. С. Тургенев в воспоминаниях Я. М. Неверова», 1883, т. XL; «Грановский», 1880, т. XXVII; «Из крепостного быта», 1883, т. XL и др.). Из его педагогических статей наибольшее значение имели в своё время статьи «О том, что нужно для народного образования в России» («Русский Педагогический Вестник», 1857, № 4) и «К вопросу о наших гимназиях» («Ж. М. Н. Пр.», 1869, № 11).
Умер в ночь с 24 на 25 мая 1893 года. Похоронен на Смоленском православном кладбище.